# Arte de los metales
El libro titulado Arte de los metales, (Arte de los metales en que se enseña el verdadero beneficio de los de oro y plata por açogue, el modo de fundirlos todos y como se han de refinar, y apartar unos de otros), es la única obra conocida del español Álvaro Alonso Barba  (1569-1662), clérigo y metalurgista que ejerció ambas actividades en Perú. En él se describen las técnicas utilizadas entonces para la extracción de los metales de sus minerales, y un método nuevo para la extracción de la plata. El valor de su sistema y la claridad de las descripciones hizo que esta obra se reeditara en múltiples ocasiones. El Arte de los Metales se considera la única obra de metalurgia realmente original publicada en el siglo XVII, y una de las más influyentes. Las ediciones realizadas en el siglo XX la sitúan en cuanto a interés histórico al nivel de las obras de Georgius Agrícola y de Vanoccio Biringuccio.

## Antecedentes tecnológicos

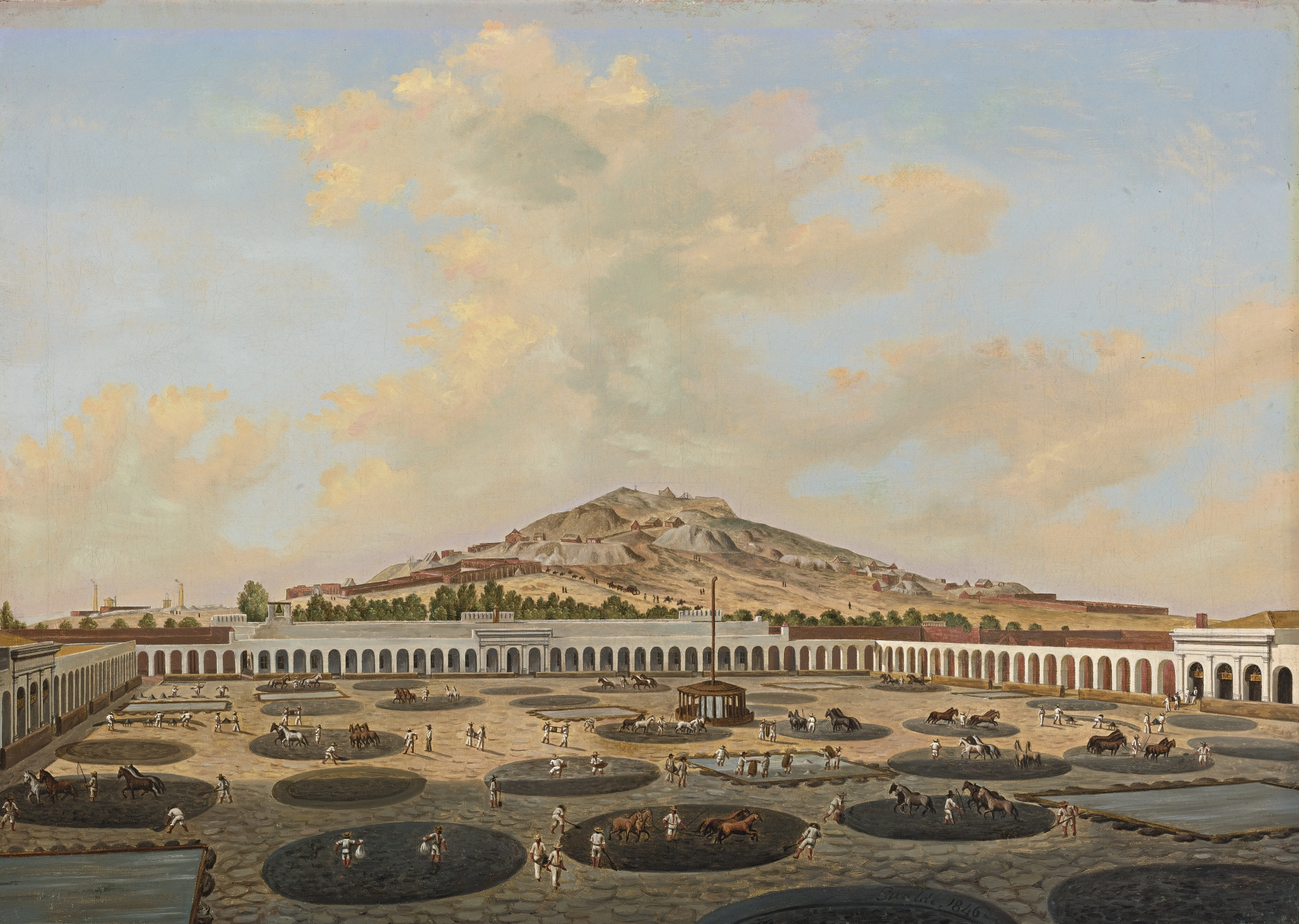
Patio de procesado de minerales de plata por amalgamación en la Hacienda Nueva de Fresnillo de Proaño. En cada uno de los círculos el mineral molido se mezclaba con mercurio, sal y diferentes componentes, conocidos como magistral, y se removía mediante personas y caballerías, para que la plata pasara al estado de amalgama. Pintura al óleo de Pietro Gualdi, realizada en 1846

La amalgamación de la plata y del oro con el mercurio ya se conocían en época romana. Sin embargo, en las minas europeas, la obtención de la plata se hacía extrayéndola mezclada junto con el plomo. De hecho, la mayoría de las minas explotaban minerales mixtos de plomo y plata, de modo que lo que se obtenía en una primera operación de procesado era un galápago de plomo rico en plata. Este plomo rico se procesaba por el método conocido como copelación, oxidándolo y transformándolo en litargirio, y dejando la  plata libre. El litargirio separado de la plata se reducía de nuevo a plomo metálico, plomo pobre, que se utilizaba ya para las aplicacionesde este metal. Hasta mediados del siglo XVI, el mercurio solamente servía para fabricar el bermellón (sulfuro de mercurio, equivamente artificial del cinabrio) y otros compuestos como el solimán, cloruro de mercurio, para uso médico. 
La razón fundamental del triunfo en los yacimientos de plata americanos de un método que no se utilizaba en Europa es la diferencia de los minerales. Mientras que en los yacimientos europeos la plata estaba fundamentalmente en forma de sulfuros o arseniuros, en los yacimientos americanos eran muy importantes los halogenuros (especialmente el cloruro, plata córnea) y la plata nativa. Entre los minerales más importantes, en la terminología minera local, estaban los pacos y los colorados, que eran una mezcla de granos de plata nativa con óxidos de hierro. La tacana y la ilipta, difíciles de moler, eran principalmente cloruro de plata, clorargirita. Solamente el rosicler (pirargirita) era un mineral común a las minas europeas.
La introducción del método de amalgamación para la extracción de plata en América fue obra de Bartolomé de Medina, que lo puso en práctica en las minas de Pachuca (México). Este método se conoció con el nombre de método de patios, ya que se llevaba a cabo en grandes superficies de terreno al aire libre

## Contenido de la obra
El Arte de los metales está dividido en cinco libros. En el primero de ellos, haciendo referencia a los minerales, "se trata del modo en que se engendran y cosas que los acompañan". Alonso Barba considera que existen cuatro tipos de minerales, los metales, piedras, tierras y los jugos. En el caso de las tierras, no se refiere a la tierra entendidad como elemento alquímico, sino a los materiales que no son duros como las piedras y que tampoco pueden fundirse como los metales o los jugos. 

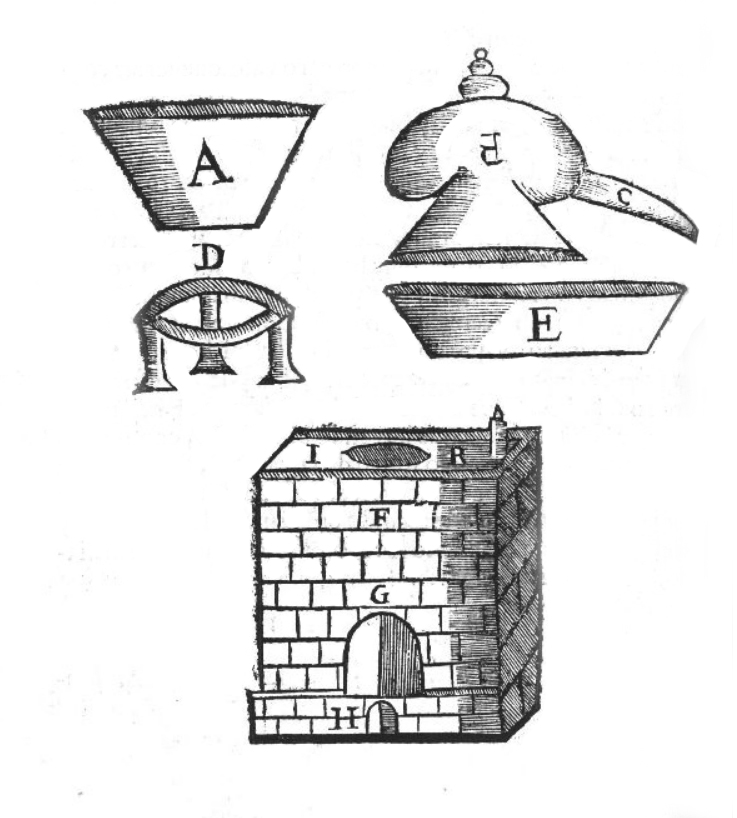
Equipo para separar el azogue. A, fondo de hierro; B, cabeza de alambique; C nariz del alambique; D, trébede; E, recipiente con agua para recoger el mercurio; F, horno; G, puerta del fuego; H, puerta para sacar la ceniza; I, apertura superior por donde sale el fondo y se une al alambique; K, chimenea. Libro 2, fol. 57v

Puesto que considera que en la localización y explotación de los yacimientos de minerales útiles son importantes los materiales que los acompañan, los describe, especialmente algunos como el vitriolo y la sal que serán importantes también en los procesos de beneficio. Sus interpretaciones de la generación de los metales y los yacimientos son las que corresponden a su época, las de Aristóteles, Plinio y la alquimia, pero también la de Agricola y Biringuccio, y utiliza las observaciones de Galileo para descartar la idea de que solamente puedan existir siete metales, uno por cada uno de los planetas conocidos entonces.
En el libro segundo se enseña el modo común de beneficiar los de Plata por Azogue, con nuevas advertencias para ello. Ese modo común es el método de patios, y la variante a menor escala conocida como método de cajones. En este capítulo es especialmente importante el enfoque de Alonso Barba sobre los aspectos que condicionan la eficacia del proceso, y especialmente le consumo de mercurio. Son sus nuevas advertencias. En primer lugar, considera fundamental que los beneficiadores, los responsables de la extracción de la plata, conozcan los distintos tipos de minerales, y la necesidad de utilizar diferentes técnicas según sean sus características. En este sentido, discute la molienda de los metales, el grado en el que debe efectuarse, y la necesidad de su quema previa. Este segundo apartado es especialmente importante, ya que su necesidad o incluso su efecto perjudicial depende del tipo de mineral. Otro factor discutido es el orden en que deben mezclarse los materiales, la necesidad de repasos y los posibles problemas que pueden presentarse.Este libro termina con el modo de hacer las piñas y desazogarlas, describiendo otro más seguro y que permite una mayor recuperación del mercurio, acompañado de un grabado con los instrumentos necesarios.    
En el libro tercero se encuentra su aportación más original, un método nuevo de procesar los minerales, el beneficio de los de oro, plata y cobre por cocimiento.   
En el libro cuarto  describe los sistemas para el beneficio de los metalñes por fundición, comenzando por la construcción de los hornos necesarios para ello. Distingue distintos tipos, en función de los minerales y especialmente en función del tamaño al que se han triturado, así como del combustible del que se disponga. En esta capítulo se ocupa, además de la plata, del plomo, hierro y mercurio. En el libro quinto se ocupa del refinado y de la separación de los metales, así como de su ensayo. Incluye también las instrucciones para la preparación de las copelas y para la obtención del agua fuerte 
Desde el punto de vista práctico, los capítulos segundo y quinto  tienen una gran importancia, aunque desde el punto de vista teórico, básicamente el capítulo primero, sus ideas deben considerarse ya anticuadas para la época.

## Primera edición
La edición príncipe de esta obra data de1640. Impresa en la Imprenta del Reino, en Madrid, consta de 4 hojas de licencia, tasa, etc., y de 120 folios, y lIeva la aprobación de los diputados de la Villa de Potosí con la fecha de 15 de marzo de 1637. También contiene la aprobación (francamente elogiosa) de los diputados del Gremio de Azogueros de Potosí, dada el 15 de marzo de 1637, y una comunicación de Juan de Lizarazu remitiendo el manuscrito al Supremo y Real Consejo de las Indias. Dentro del texto, incluye doce grabados xilográficos de pequeño tamaño pero bien ejecutados, cada uno con varias figuras en los que se representan diferentes tipos de instrumentos y hornos, y que se han reproducido íntegramente, con sus explicaciones, en el apartado anterior.   
Esta obra es rara tanto en las bibliotecas especializadas como en el comercio de libros antiguos. Incluso se ha supuesto que esta rareza se debe a que la Inquisición prohibió el libro y quemó los ejemplares. Sin embargo, no se ha encontrado ningún documento que pruebe esto, y parece más probable que su rareza se deba a que la mayoría de los ejemplares se enviaron a las minas y fundiciones de América, donde no sobrevivieron a las condiciones de trabajo y a las convulsiones sociales.

## Otras ediciones antiguas
Se consideran como ediciones antiguas las realizadas antes de 1830, siguiendo el criterio de la bases de datos Ariadna de la Biblioteca Nacional de España. Además en este caso la división afecta también al valor de obra de Alonso Barba. Hasta las primeras décadas del siglo XIX, incluidas, su obra conserva valor tecnológico, y se cita y discute extensamente en otros libros sobre el tema, como los de Garcés y Eguía y Sonneschmid

### Ediciones en español
Dado el éxito de la obra, de la que se dijo que andaba tan escasa y aún el oro no podía hacer que se consiguiese, en 1729 se publicó una segunda edición, sin fecha en la portada, pero sí en la dedicatoria, a Diego Arias Dávila. El texto es muy semejante al de le edición original, pero no así las xilografías, para las que se tallaron nuevas planchas, aunque conservando la distribución original de las figuras, que se reprodujeron con gran exactitud. En esta edición, impresa por Bernardo Peralta en Madrid, se incluyó, tras la obra de Alonso Barba, el Tratado de las antiguas minas de España, obra escrita por Alonso Carrillo y Laso, que se había publicado en Córdoba en 1624. Esta adición se mantendrá en todas las ediciones españolas posteriores, y también en las impresas en Sudamérica. La tercera edición española, impresa en la oficina de la Viuda de Manuel Fernández, a costa de Manuel de Godos, no tiene fecha, pero se supone que es de alrededor de 1768. En 1770, la misma imprenta publicó otra edición, que sería la cuarta, idéntica a la anterior salvo en que en este caso está fechada. La tercera y cuarta edición tienen los mismos grabados que la segunda.
Aunque el libro Arte de los metales se escribió pensando en las minas de Hispanoamérica, la primera impresión de esta obra realizada en esta zona geográfica, y la única en época antigua, es la de Lima, de 1819. Esta edición reproduce la segunda española, incluyendo también el Tratado de las antiguas minas de España.

### Ediciones en inglés
La primera traducción al inglés de Arte de los metales fue llevada a cabo por Edward Montagu, que publicó en Londres, en la imprenta de S. Mearne (1670) las traducciones de los libros II y I, de forma independiente y en ese orden, con el título The Art of Metals, in which is declared the manner of their generation, and the concomitants of them. El grabado que aparece en el libro II, con los instrumentos para desazogar la piñas, aparece en una lámina separada. la razón de que se publicaran solamente los dos libros es probablemente la importancia del método común, que era utilizable a cualquier escala, mientras que el método nuevo de Alonso Barba solamnete permitía procesar solamente cantidades de mineral relativamente pequeñas.
En 1674 se publicó de nuevo, conjuntamente, en dos volúmenes, solamente los dos primeros libros. El libro II tiene una portada independiente, y lleva incluido el grabado como lámina separada. En 1738, C. Jephson, de  Londres,  publicó la obra de Alonso Barba formando parte de una recopilación con el título general de A Collection of Scarce and Valuable Treatises Upon Metals, Mines and Minerals. De las cuatro partes del libro, las dos primeras eran los dos primeros libros de  la obra de Alonso Barba , The Art of Metals, en la traducción de Edward Montagu, la tercera , la obra de Gabriel Plattes A Discovery of subterranean tresures, y la cuarta  la obra de Thomas Houghton  Rara Avis in terris: Or, the compleat miner. Cada libro tiene portada independiente. En 1740, J. Hodges, de Londres, publicó la obra de Alonso Barba formando parte de una recopilación con el título general de A Collection of Scarce and Valuable Treatises Upon Metals, Mines and Minerals. 

### Ediciones en alemán
La primera edición alemana se publicó en Hamburgo en 1676, por cuenta de Gottfried Schultze, con el título Berg-Büchlein, darinnen von der Metallen und Mineralien Generalia und Ursprung, wie auch von derselben Natur und Eigenschafft, Mannigfaltigkeit, Scheidung und Fein-machung, imgleichen allerhand Edelgesteinen, ihre Generation etc.  Como traductor aparece en la portada J.L.M.C., siglas que significan "Johan Lange Medicinae Candidato".
En 1739 se llevó a cabo otra edición de la misma traducción, en Frankfurt, por cuenta de Johann Friedrich Fleischer,  en dos volúmenes, con ilustraciones xilográficas dentro del texto. En 1747 se publicó en Viena una traducción al alemán realizada por Matthia Godar a partir de la traducción al francés de Charles Hautin de Villars. En 1749, Peter Conrad Monath publicó la traducción de Matthia Godar. En 1767 se publicó en Viena una nueva edición de la traducción de  Matthia Godar. Las figuras de la edición original se agrupan en siete láminas impresas separadamente en calcografía, incluyendo además la edición un frontispicio  decorativo
Una edición en alemán particularmente interesante, por el lugar de impresión, es la que se llevó a cabo en Ephrata, Pensilvania, en 1763, por cuenta de J. Georg Zeisiger, con el título Grundlicher Unterricht von den Metallen, en dos volúmenes. Al parecer, es una traducción realizada a partir de la edición de Londres de 1740, e incluye una lámina muy semejante a las que aparecen en las ediciones inglesas.

### Ediciones en francés

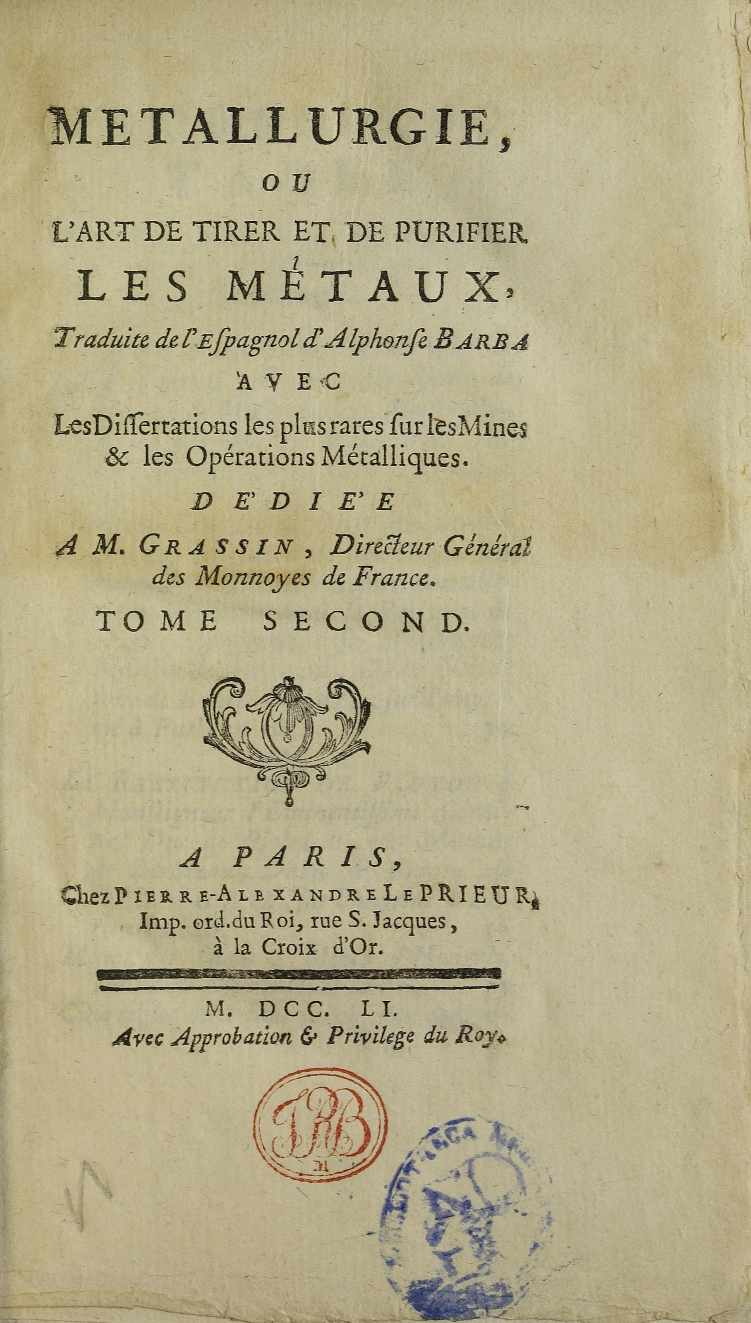
Traducción de Arte de los Metales al francés, 1751

En 1730 se publicó la primera traducción de Arte de los Metales al francés, realizada por Charles Hautin de Villars, con el título Traité de l'art metallique. La obra de Alonso Barba termina en la pag. 221, y a partir de la pag. 225, hasta la 264 se incluye la obra Memoire concernant les mines de France, escrita por Charles Hautin de Villars, según se indica en el privilegio para la impresión. Las figuras aparecen como láminas plegadas fuera de texto, realizadas en talla dulce. No están todas las de la obra original, pero el libro incluye un frontispicio artístico, también plegado, de tema minero. La impresión es obra de André Kanapen y lleva en el colofón la fecha de 1729.

## Ediciones modernas
En 1923 se publicó una traducción al inglés, a partir de la edición publicada por Manuel Fernández, que los traductores, Douglass y Mathewson, consideraron erróneamente que era la de 1729.
En 1925, la Compañía Fundidora de Fierro y Acero de Monterrey,  a iniciativa de Adolfo Prieto, su fundador, publicó un facsímil de  Arte de los Metales, realizada por Plimpton Press en Norwood, Massachuset, a partir del ejemplar de la edición de 1768 existente en el Museo nacional de México. Además, las planchas grabadas para efectuar la impresión fueron donadas a la Escuela Especial de Ingenieros de Minas de Madrid, que las utilizó para llevar a cabo una nueva tirada en 1932. En esta nueva tirada, de 1000 ejemplares y no venal, realizada en los Talleres Litográficos de C. Bermejo, se cambió la plancha de la portada por otra realizada con el ejemplar de la Escuela de Minas, con su sello, correspondiente a la de 1770, y se añadieron también los facsímiles de la portada y las hojas de aprobaciones de la edición de 1640.